# 뒤세로인대
뒤세로인대(posterior longitudinal ligament), 또는 후종인대(後從靭帶)는 척추뼈 몸통의 뒷면을 연결하는 인대로, 척주의 과다굽힘(hyperflexion)을 약하게 방지한다. 또한 후방 척추 추간판 탈출증을 막아주지만, 인대에 문제가 생기면 추간판이 뒤쪽으로 빠져나올 수 있다.

## 구조
뒤세로인대는 척주관(vertebral canal) 안에 위치하며, 둘째목뼈(axis)에서 엉치뼈까지의 척추뼈 몸통 뒷면을 따라 주행한다. 고리중쇠관절(atlantoaxial joint)의 덮개막(tectorial membrane)과는 연속적이다. 두께는 목뼈와 허리뼈보다 등뼈 쪽에서 더 두껍다. 등뼈와 허리뼈 부위에서는 오목한 가장자리가 중간중간 나타나는 톱니 모양이 나타난다.
뒤세로인대는 일반적으로 넓고 얇다. 척추뼈몸통 쪽에서는 척추뼈몸통정맥(basivertebral veins)을 덮으면서 좁아지고 척추사이원반 공간에서는 넓어진다.
이 인대는 매끄럽고 빛나며, 세로 방향으로 주행하는 섬유들로 이루어져 있으며 앞세로인대(anterior longitudinal ligament)보다 빽빽하다. 서너 개의 척추 사이 공간을 두고 주행하는 얕은 층과 바로 이웃한 척추 사이에 이어져 있는 깊은 층으로 구성된다.

## 기능
뒤세로인대는 척주의 과다한 굽힘을 약하게 방지한다. 또한 앞세로인대보다는 훨씬 제한적이지만 척추 추간판 탈출증을 막는다.

## 임상적 중요성
뒤세로인대는 앞세로인대보다 훨씬 좁기 때문에 척추 추간판 탈출증은 일반적으로 뒤가쪽 방향으로 발생한다.
뒤세로인대는 다른 많은 인대보다 통각수용기(nociceptor)의 밀도가 높아 요통을 유발할 수 있다. 특히 목뼈 주변에서 딱딱하게 골화될 수 있다. 이를 뒤세로인대 골화증(OPLL)이라 한다.
뒤세로인대는 혈관운동섬유(vasomotor fiber)의 밀도가 높아 인대 손상에 대해 혈류를 증가시킬 수 있다.

## 같이 보기
- 추간판

## 추가 이미지

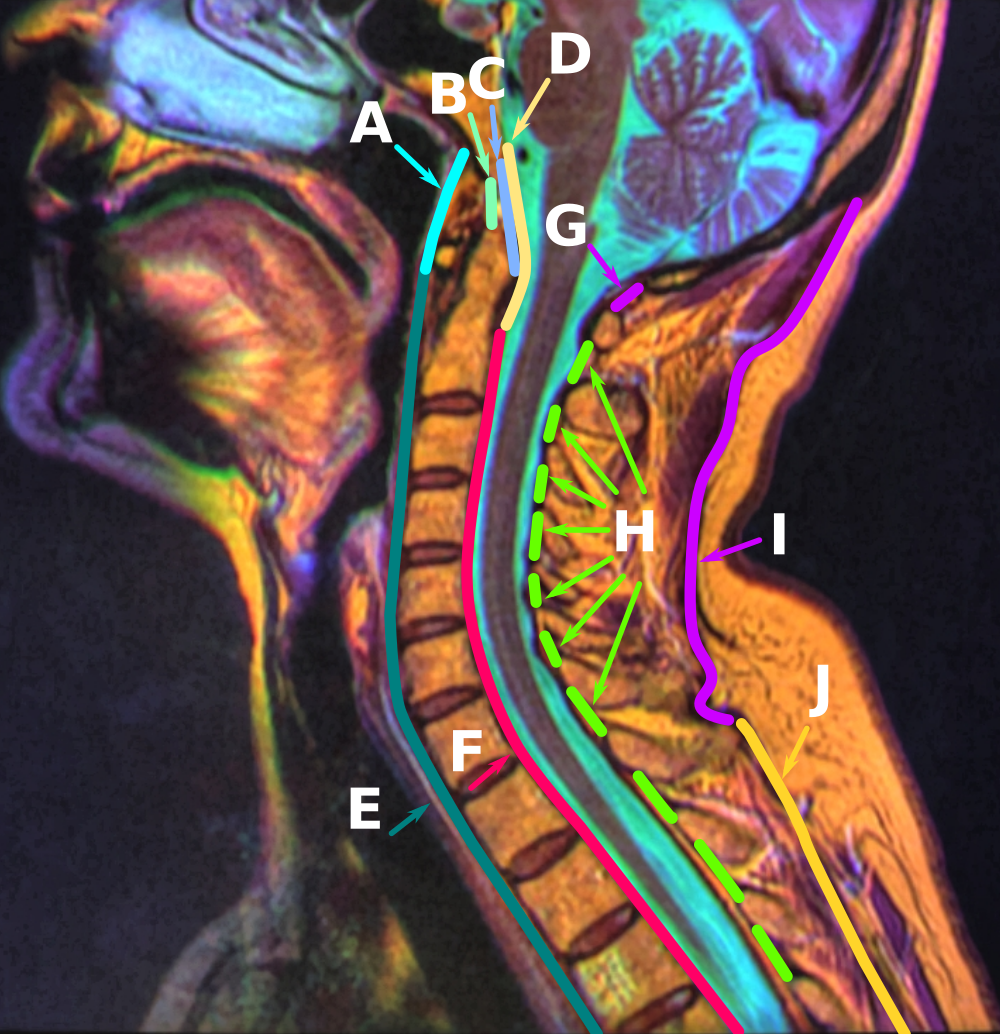
F: 뒤세로인대
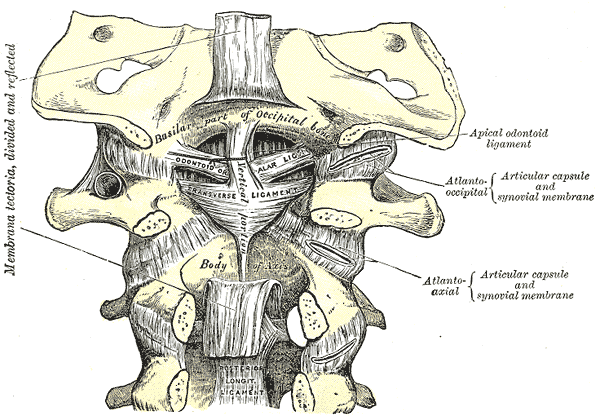
덮개막(tectorial membrane), 고리가로인대(transverse ligament) 및 날개인대(alar ligament).